# Reiss (Familienname)
Reiss bzw. Reiß ist ein deutscher Familienname.

## Namensträger

### A
- Abraham Joseph Reiss (1802–1862), deutscher Talmud-Gelehrter und Rabbiner
- Adolf Reiss (1877–1962), deutscher Mäzen
- Albert Reiß (auch Albert Reiss; 1870–1940), deutscher Schauspieler und Opernsänger (Tenor)
- Albert J. Reiss (1922–2006), US-amerikanischer Soziologe und Kriminologe
- Alfred Reiss (Unternehmer, 1836) (1836–1905), deutscher Tuchfabrikant
- Alfred Reiss (Unternehmer, 1902) (1902–nach 1951), deutscher Spirituosenfabrikant (Emigration 1939 nach Wales, 1940 in die USA)
- Andris Reiss (* 1978), lettischer Radrennfahrer
- Andy Reiss (André Reiss; * 1986), deutscher Eishockeyspieler
- Anja Reiß (* 1978), deutsche Filmregisseurin
- Anna Reiß (1836–1915), deutsche Sängerin und Mäzenin
- Ansgar Reiß (* 1965), deutscher Historiker
- Anton Josef Reiss (1835–1900), deutscher Bildhauer
- Archibald Reiss (1875–1929), deutscher Chemiker und Kriminologe

### B
- Berit Reiss-Andersen (* 1954), norwegischer Rechtsanwältin, Politikerin und Autorin
- Bernd Reiß (* 1938), deutscher Fußballspieler

### C
- Carl Reiss (Zeichner), deutscher Architektur- und Vedutenzeichner
- Carl Reiß (Politiker) (1843–1914), deutscher Unternehmer, Diplomat und Politiker (NLP)
- Chen Reiss (* 1979), israelische Opernsängerin (Sopran)
- Christine Schulz-Reiss (* 1956), deutsche Schriftstellerin
- Clotilde Reiss (* 1985), französische Politikwissenschaftlerin und Lehrerin

### D
- Daniel Reiss (* 1982), deutscher Eishockeyspieler
- Debra Reiss (1980/1981–2015), britische Modedesignerin

### E
- Eckard Reiß (* 1941), deutscher Heimatforscher und Fernmeldemechaniker
- Eduard Reiss (Jurist) (1850–1907), österreichischer Jurist und Politiker, Bürgermeister von Czernowitz
- Eduard Reiss (Mediziner) (1878–1957), deutsch-schweizerischer Psychiater
- Emil Reiss (1850/1851–1905), deutscher Verleger
- Enoch Reiss (1802–1865), deutscher Kaufmann und Mäzen
- Erich Reiß (1887–1951), deutscher Verleger
- Ernst Reiss (1920–2010), Schweizer Bergsteiger
- Ernst Reiss-Schmidt (1902–1987), deutscher Bildhauer
- Eugen Reiß (1863–1926), Verwaltungsjurist und Bezirksamtmann

### F
- Francis Ronald Reiss (* 1940), US-amerikanischer Geistlicher, Weihbischof in Detroit
- Frank Reiss (* 1935), tschechoslowakisch-US-amerikanischer Sozialarbeiter
- Frank Reiß, deutscher Handballspieler
- Franz Reiß (1914–1991), deutscher Maler und Grafiker
- Friedrich Reiß (Politiker, 1802) (1802–1881), deutscher Politiker (NLP)
- Friedrich Reiß (Politiker, 1864) (1864–1934), österreichischer Politiker (CS)
- Friedrich Reiss (1937–1999), deutscher Entomologe
- Fritz Reiss (1857–1915), deutscher Maler
- Fritz Reiß (Marineoffizier) (1873–1916), deutscher Marineoffizier

### G
- Godebert M. Reiß (1937–2023), deutscher Antiquar und Buchauktionator
- Gunter Reiß (* 1940), deutscher Literaturwissenschaftler
- Günter Reiss (* vor 1967), deutscher Physiker und Hochschullehrer
- Guy Reiss (1904–1964), französischer Astronom

### H
- Hans Reiss (Bildhauer) (1885–1968), US-amerikanischer Bildhauer deutscher Herkunft
- Hans Reiss (Literaturwissenschaftler) (1922–2020), deutsch-irischer Literaturwissenschaftler
- Hans-Christoph Reiss (* 1960), deutscher Ökonom
- Hans Joachim Reiss (1918–1985), deutscher Pathologe und Hochschullehrer
- Heinrich Reiss (1799–1875), deutsch-österreichischer Drucker
- Heinrich Reiß (1919–2005), deutscher Theologe
- Helge Reiss (1928–2009), norwegischer Schauspieler
- Henriette Reiss (1889–1992), englisch-amerikanische Designerin, Künstlerin und Lehrerin
- Herbert Reiß (* 1957), deutscher Fußballspieler
- Howard Reiss (1922–2015), US-amerikanischer Chemiker und Physiker

### I
- Ignaz Reiss (1899–1937), sowjetischer Spion und Dissident

### J
- Jacques Reiß (1807–1887), Kaufmann, Bankier und Politiker der Freien Stadt Frankfurt
- Johann Conrad Reiß (1701–1735), deutscher Lehrer und Geistlicher
- Johanna Reiss (* 1932), niederländische Holocaustüberlebende, Zeitzeugin und Kinderbuchautorin
- John Charles Reiss (1922–2012), US-amerikanischer Geistlicher, Bischof von Trenton
- Joseph Reiss (1894–1958), deutscher Techniker und Unternehmensgründer
- Julian Reiss (* 1972), deutscher Philosoph und Ökonom
- Jutta Reiss (* 1963), deutsche bildende Künstlerin

### K
- Karina Reiß (* 1974), deutsche Biochemikerin und Hochschullehrerin
- Karl Reiss (Dirigent) (Karl Heinrich Adolf Reiss; 1829–1908), deutscher Pianist, Dirigent und Komponist
- Karl Reiß (Geistlicher) (1910–1985), deutscher Geistlicher
- Karl Reiss (Bergsteiger) (1925–1954), österreichischer Bergsteiger
- Katharina Reiß (1923–2018), deutsche Übersetzerin und Übersetzungswissenschaftlerin
- Konrad Reiss (1957–2005), deutscher Manager
- Kristina Reiss (* 1952), Mathematikdidaktikerin
- Kurt Reiss (Verleger) (1901–1974), Schweizer Bühnenagent und Verleger
- Kurt Reiss (Regisseur) (1903–1960), deutscher Regisseur und Autor

### L
- Lisa-Maria Reiss (* 1993), österreichische Skirennläuferin
- Louise Reiss (1920–2011), US-amerikanische Ärztin
- Lucia Reiss (1913–1989), deutsche Äbtissin

### M
- Manfred Reiß (1936–2015), deutscher Sportwissenschaftler und Leichtathletiktrainer
- Mario Reiß (* 1966), deutscher Gewerkschaftsfunktionär
- Martin Reiss (* 1988), österreichischer Physiker
- Michael Reiß (* 1949), deutscher Betriebswirt und Hochschullehrer
- Michel Reiß (1805–1869), deutscher Mathematiker
- Mike Reiss (* 1959), US-amerikanischer Drehbuchautor
- Moses Reiß (1802–1878), deutscher Rabbiner

### O
- Oskar Reiß (1871–1951), österreichischer Kaufmann und Käferforscher/-sammler
- Oskar Reiss (1920–1953), österreichischer Violinist, siehe Ossy Renardy
- Otto Reiß (1857–1904), deutscher Unternehmer

### P
- Paul Reiss (1846–1926), deutscher Rechtsanwalt
- Paul Reiß (1883–1958), deutscher Psychiater und Euthanasiebeteiligter
- Peter Reiss (Fotograf) (* 1953), US-amerikanischer Fotograf
- Peter Reiss (Mediziner) (* 1954), niederländischer Internist und Hochschullehrer
- Peter Reiß (* 1990), deutscher Kommunalpolitiker (SPD)
- Piotr Reiss (* 1972), polnischer Fußballspieler

### R
- Robert Reiss (Unternehmer) (1844–1911), deutscher Feldmesser, Erfinder und Unternehmer
- Robert Reiß (Fußballspieler) (* 1955), deutscher Fußballspieler
- Robert Reiß (Prähistoriker) (* 1963), deutscher Prähistoriker
- Robert Scott Reiss (* 1951), US-amerikanischer Journalist und Schriftsteller, siehe R. Scott Reiss
- Roland Reiss (1929–2020), US-amerikanischer Maler und Installationskünstler
- Rudolf Reiß (1862–1930), deutscher Apotheker und Unternehmer

### S
- Seth Reiss, US-amerikanischer Drehbuchautor
- Siegfried Reiß (* 1957), deutscher Eishockeyspieler
- Sina Reiß (* 1985), deutsche Schauspielerin
- Steven Reiss (1947–2016), US-amerikanischer Psychologe
- Stuart A. Reiss (1921–2014), US-amerikanischer Artdirector und Szenenbildner

### T
- Thorsten Reiß (* 1984), deutscher Fußballspieler
- Tobi Reiss (* 1972), deutscher Singer-Songwriter
- Tobias Reiß (* 1968), deutscher Politiker (CSU)
- Tom Reiss (* 1964), US-amerikanischer Historiker

### V
- Vera Reiß (* 1961), deutsche Politikerin (SPD)

### W
- Walter Reiss (1929–2016), deutscher Slawist und Literaturwissenschaftler
- Werner Reiss (1941–2024), österreichischer Rechtswissenschaftler, Philosoph und Theologe
- Wilhelm Reiß (1838–1908), deutscher Forschungsreisender und Vulkanologe
- Willibald Reiß (1923–1999), deutscher Volksmusiker, Liedtexter und Komponist
- Winold Reiss (1886–1953), US-amerikanischer Maler, Illustrator und Designer
- Wolfgang Reiß (* 1944), deutscher Kunstpädagoge und Hochschullehrer
- Wolfram Reiss (* 1959), deutsch-österreichischer Pfarrer und Religionswissenschaftler

### Z
- Zeev Reiss (1917–1996), israelischer Mikropaläontologe